# 石門穴
石門穴（せきもんけつ）は、任脈に属す第5番目の経穴である。

## 部位
へその下2寸。ただし、へそと恥骨稜の間を5寸とする。

## 効能
消化不良、大腸炎、子宮けいれん、子宮内膜炎、月経不順などに効く。

## 筋肉・神経・血管
知覚神経は肋間神経前皮枝、動脈は浅腹壁動脈、下腹壁動脈が通る

## 名前の由来
書物によっていろいろな説が載っているが、こじつけのようなものが多い。「石」と「食」が同音であり、三焦が消化機能に関係しているところから、「食門」が諱などの問題で、同音の石門に書き換えられたのではないかとされる。

## その他
手の少陽三焦経の募穴であるが、「三焦」という概念が今ひとつわかりにくく、重要な経穴ではあるが、さほど重要視されていない。
婦人病に効果があるといいながらも、古典には、この穴に鍼すると、胎児が流産・死産することがあり、婦人への刺鍼は不可とされる。このため、妊娠の可能性のある年齢の婦人には、ここへ治療しない方が無難であると書いてある本が多い。